# Campoletis vimmeri
Campoletis vimmeri är en stekelart som först beskrevs av František Gregor Jr 1938.  Campoletis vimmeri ingår i släktet Campoletis och familjen brokparasitsteklar. Inga underarter finns listade.